# Astragalus tephrodes
Astragalus tephrodes är en ärtväxtart som beskrevs av Asa Gray. Astragalus tephrodes ingår i släktet vedlar, och familjen ärtväxter.

## Underarter
Arten delas in i följande underarter:
- A. t. brachylobus
- A. t. chloridae
- A. t. tephrodes